# Mesosemia thyas
Mesosemia thyas är en fjärilsart som beskrevs av Hans Ferdinand Emil Julius Stichel 1910. Mesosemia thyas ingår i släktet Mesosemia och familjen Riodinidae. Inga underarter finns listade i Catalogue of Life.